# Siccia sinuata
Siccia sinuata är en fjärilsart som beskrevs av Moore 1878. Siccia sinuata ingår i släktet Siccia och familjen björnspinnare. Inga underarter finns listade i Catalogue of Life.